# Резня в Вишневце
Резня в Вишневце (пол. Zbrodnie w Wiśniowcu) — массовые убийства в феврале 1944 года украинскими националистами польских жителей городка Вишневец и близлежащего села Вишневец-Старый, расположенного в Кременецком районе Тернопольской области. По оценкам, около 300 поляков были убиты в результате этих этнических чисток в Новом Вишневце и около 160 в Вишневце Старом.

## Предыстория
Во время Волынской резни в 1943 году Вишневец с был убежищем для польского населения из окрестных деревень от атак Украинской повстанческой армии. Поляки укрывались в основном в монастыре кармелитов и в церкви. После эскалации резни в июле 1943 года в Вишневце было около 800 беженцев. Благодаря немецко-венгерскому гарнизону, который дислоцировался в посёлке, поляки чувствовали себя в безопасности. Летом 1943 года немцы создали подразделение Шуцманшафта из 20 поляков. УПА дважды предпринимала попытку захватить посёлок — 5 июля и 4 октября 1943. Но безуспешно.
В 1943 году при различных обстоятельствах в Новом Вишневце около 10 поляков погибли от рук украинцев и 21 в — Старом Вишневце.

## Начало резни
С связи с подходом линии фронта, 2 февраля 1944 года Вишневец покинул немецкий гарнизон, а в середине февраля — венгерский. Польские полицаи и часть гражданского населения ушли с ними. Осталось несколько сотен гражданских в расчете на быстрый переход фронта, который, правда, состоялся только через 2-3 недели. Украинские националисты воспользовались этим, устроив погромы против польского населения.
Вскоре после 20 февраля 1944 г. (вероятно, 21 февраля) в Новый Вишневец прибыл отряд украинских повстанцев, которые накануне пытались захватить центр самообороны в Рыбче с помощью обмана (выдавая себя за советских партизан). Используя ту же уловку, националисты добились открытия ворот монастыря в Вишневце и ворвались внутрь, убив монахов и около 180 мирных жителей, в основном женщин и детей. Пострадавших загоняли в подвалы и бросали туда гранаты. Некоторые из жертв были повешены, а другие убиты ударами металлических предметов по головам. После того, как Красная Армия захватила Вишневец, тела убитых в монастыре, вынесли из подвалов и похоронили в братской могиле на кладбище.
Убийства поляков имели место и в замке князей Вишневецких, где также укрывались поляки. Убитых там людей хоронили в братской могиле во рву замка. В то же время украинские националисты истребили польское население в селе Вишневец Старый. При различных обстоятельствах (включая сожжение нескольких десятков человек в церкви) до 26 февраля 1944 года было убито около 138 поляков.
По данным польского историка Яна Невиньского, подразделение УПА после резни в Вишневце двинулось на территорию генерал-губернаторства, где в ночь с 22 на 23 февраля 1944 г. совершило массовое убийство поляков в Малой Березовице.
Владислав и Ева Семашко подсчитали, что в результате преступлений, совершенных в феврале 1944 года в Новом Вишневце, было убито в общей сложности около 300 поляков, а в Старом Вишневце — около 160. Они указывают на отряд УПА как исполнителей резни. Однако, по словам Гжегожа Мотыки, это было подразделение Службы безопасности Организации украинских националистов (СБ ОУН).